# Sally Moore
Sally Moore, nota anche come Sally Moore Huss (Long Beach, 8 giugno 1940), è un'ex tennista e artista statunitense.

## Carriera

### Tennis
A Wimbledon 1958 ha vinto il titolo juniores e nella stessa edizione ha fatto l'esordio nel tabellone principale venendo sconfitta al primo turno. Sul finire di stagione, nello Slam di casa, riesce ad avanzare fino ai quarti di finale venendo sconfitta da Darlene Hard.
Nel 1959 raggiunge la semifinale a Wimbledon dove si arrende a Maria Bueno futura campionessa sui campi londinesi, nello stesso torneo raggiunge i quarti di finale nel doppio misto in coppia con l'australiano Bob Howe. In stagione ha aiutato gli Stati Uniti nella vittoria della Wightman Cup disputando sia incontri in singolare che nel doppio, in quest'ultima disciplina ha raggiunto la sua unica finale Slam agli U.S. National Championships 1959 in coppia con Althea Gibson.
Interrompe la sua carriera molto presto, a ventun anni abbandona il mondo del tennis per dedicarsi a varie attività quali il cinema e la scrittura.
Ha fatto un breve ritorno in campo a metà anni '70 senza ottenere risultati rilevanti.

## Vita privata
Cresciuta in California si è sposata nel 1976 con l'imprenditore Marv Huss e iniziò a usare il cognome del marito, il figlio Mike ha provato a intraprendere una carriera da tennista senza successo.